# قانون الحق في العمل
في سياق سياسة العمل في الولايات المتحدة، تشير «قوانين الحق في العمل» إلى قوانين الولايات التي تحظر اتفاقيات الأمن النقابي بين أرباب العمل والنقابات العمالية. وبموجب هذه القوانين، يحظر على الموظفين العاملين في أماكن العمل النقابية التفاوض بشأن عقود تقتضي من جميع الأعضاء المستفيدين من عقد النقابة المساهمة في تكاليف تمثيل النقابة.
ووفقاً للمؤسسة الوطنية للدفاع القانوني عن الحق في العمل، تحظر قوانين الحق في العمل اتفاقيات الأمن النقابي، أو الاتفاقيات بين أرباب العمل ونقابات العمال، التي تحدد مدى إمكانية اشتراط النقابة القائمة عضوية الموظفين، أو دفع رسوم نقابية، أو رسوم كشرط للتوظيف، سواء قبل التعيين أو بعده. ولا تهدف قوانين الحق في العمل إلى توفير ضمان عام لتوظيف الأشخاص الباحثين عن عمل، بل هي حظر حكومي على الاتفاقيات التعاقدية بين أرباب العمل وموظفي النقابات التي تلزم العمال بدفع تكاليف تمثيل النقابات.
توجد قوانين الحق في العمل (إما بموجب قوانين أو أحكام دستورية) في 27 ولاية أمريكية، في الولايات الجنوبية والوسطى والغربية الداخلية. هذه القوانين مسموح بها بموجب قانون تافت-هارتلي الاتحادي لعام 1947. وكثيرًا ما يوجد تمييز آخر في القانون بين الأشخاص الذين تستخدمهم حكومات الولايات والبلديات.

## التاريخ

### الأصول
وفقاً لما جاء في مجلة سلايت، تُستمد قوانين الحق في العمل من التشريعات التي تمنع النقابات من الإضراب القسري عن العمل، وكذلك من المبادئ القانونية مثل حرية التعاقد، التي تهدف، كما هي مطبقة هنا، إلى منع تمرير القوانين التي تنظم ظروف مكان العمل.
ووفقاً لبانديلي ومؤسسة إن إس إف دبليو سي، فإن المصطلح نفسه صاغه فانس موس، وهو عضو جمهوري ترأس مجموعة أولية من الحق في العمل، هي الرابطة الأمريكية المسيحية، ليحل محل مصطلح «الخطة الأمريكية» بعد أن أصبح مرتبطاً بالعنف ضد الاتحاد منذ الذعر الأحمر الأول.
وفقاً لمركز البحوث المحافظ، معهد إنتربرايز الأمريكي، فقد صاغ مصطلح الحق في العمل وليام روغلز كاتب افتتاحية صحيفة دالاس مورنينغ نيوز في عام 1941. (استخدام غير ذي صلة لمصطلح الحق في العمل الذي صاغه الزعيم الاشتراكي الفرنسي لويس بلانك قبل عام 1848).

### قانون فاغنر (1935)
صدر قانون علاقات العمل الوطني، المعروف عموماً باسم قانون فاغنر، في عام 1935 كجزء من «الصفقة الجديدة الثانية» للرئيس فرانكلين د. روزفلت. ونص القانون، في جملة أمور، على أنه يجوز للشركة أن توافق قانونًا على أن تكون أيا مما يلي:
- متجرًا مغلقًا يكون فيه الموظفون أعضاء في النقابة كشرط للتوظيف. وفي إطار محل مغلق، يتعين فصل الموظف الذي يتوقف عن كونه عضوًا في النقابة لأي سبب من الأسباب، بسبب عدم دفع مستحقات الطرد من النقابة كعقوبة تأديبية داخلية، حتى وإن لم ينتهك الموظف أيًا من قواعد صاحب العمل.
- ورشة نقابية تسمح بتوظيف موظفين غير نقابيين شريطة أن يلتحق هؤلاء الموظفون بالنقابة في غضون فترة معينة.
- وكالة يدفع فيها الموظفون ما يعادل تكلفة تمثيل النقابة، ولكن لا يلزم أن ينضموا رسمياً إلى النقابة.
- متجرًا مفتوحًا لا يجوز فيه إرغام موظف على الانضمام إلى نقابة أو دفع ما يعادل مستحقاته لها أو فصله من العمل بسبب انضمامه إلى نقابة.[10]

كلف القانون المجلس الوطني لعلاقات العمل، الذي كان قائمًا منذ عام 1933، بالإشراف على القواعد.

### قانون تافت هارتلي (1947)
في عام 1947، أقر الكونغرس قانون علاقات إدارة العمل لعام 1947، المعروف عمومًا باسم قانون تافت هارتلي، على حق النقض للرئيس هاري اس ترومان. ألغى القانون بعض أجزاء قانون فاغنر، بما في ذلك حظر المحل المغلق. وأجازت المادة 14 (ب) من قانون تافت هارتلي لفرادى الولايات (ليس الحكومات المحلية، مثل المدن أو المقاطعات) تحريم متجر النقابة ومتجر الوكالة للموظفين العاملين في ولاياتها القضائية. أي قانون ولاية يحظر مثل هذه الترتيبات يُعرف باسم دولة الحق في العمل.
وفي مرحلة التطوير المبكر لسياسة الحق في العمل، استُخدمت المشاعر العنصرية كحجة، حيث شعر العديد من الناس في الجنوب أنه من الخطأ أن ينتمي السود والبيض إلى النقابات نفسها. استخدم فانس موس، أحد أوائل مطوري السياسة في تكساس، هذه الحجة في تطوير قوانين مناهضة للنقابات في تكساس في أربعينيات القرن الماضي.

### الحالة الراهنة
تعمل الحكومة الاتحادية بموجب قواعد المتاجر المفتوحة في جميع أنحاء البلد، ولكن العديد من موظفيها تمثلهم نقابات. للنقابات التي تمثل الرياضيين المحترفين عقود مكتوبة تتضمن أحكام تمثيل خاصة (كما هو الحال في الدوري الوطني لكرة القدم)، ولكن تطبيقها يقتصر على «أينما ومتى كان قانونيًا»، حيث رأت المحكمة العليا بوضوح أن تطبيق قانون الحق في العمل يتحدد من خلال «موقع الوظيفة السائد» للموظف. يخضع اللاعبون في الفرق الرياضية المحترفة في الولايات التي لها قوانين الحق في العمل لهذه القوانين ولا يمكن أن يطلب منهم دفع أي جزء من مستحقات الاتحاد كشرط لاستمرار العمل.

## الحجج المؤيدة والمعارضة

### حقوق الأقلية المعارضة والإجراءات القانونية الواجبة
تمحورت الحجج الأولى المتعلقة بالحق في العمل حول حقوق أقلية معارضة فيما يتعلق بصفقة جماعية معارضة تقوم على الأغلبية. وكان الاتفاق الجديد للرئيس فرانكلين روزفلت قد أثار العديد من الطعون في المحكمة العليا في الولايات المتحدة، من بينها طعون تتعلق بدستورية قانون إنعاش الصناعة الوطنية لعام 1933 (إن آي آر أي). وفي عام 1936، قررت المحكمة، كجزء من حكمها في قضية كارتر ضد شركة كارتر للفحم، ضد المفاوضة الجماعية الإلزامية، قائلة:
والأثر، فيما يتعلق بالأجور والساعات، هو إخضاع الأقلية المعارضة.. أُصر على إرادة الأغلبية المعلنة... «القبول» في هذه الظروف، ليس لممارسة خيار، بل هو الاستسلام للقوة. والسلطة المخولة للأغلبية هي في الواقع سلطة تنظيم شؤون الأقلية غير الراغبة. وهذا وفد تشريعي في أكثر أشكاله بذاءة؛ لأنه حتى الوفد ليس موجهًا إلى مسؤول أو هيئة رسمية... بل إلى أشخاص بعينهم... (أ) ينص القانون الذي يسعى إلى منح هذه السلطة على تدخل لا يطاق وغير دستوري في الحرية الشخصية والملكية الخاصة. ومن الواضح أن الوفد تعسفي، ومن الواضح أنه إنكار للحقوق التي يكفلها شرط مراعاة الأصول القانونية الوارد في التعديل الخامس، إلى درجة أنه من غير الضروري الاكتفاء بالإشارة إلى قرارات هذه المحكمة التي تغلق الباب أمام هذه المسألة.

### حرية تكوين الجمعيات
إلى جانب المحكمة العليا في الولايات المتحدة، يشير أنصار آخرون لقوانين الحق في العمل أيضاً إلى الدستور والحق في حرية تكوين الجمعيات. ويجادلون بأن العمال ينبغي أن يكونوا أحراراً في الانضمام إلى النقابات أو الامتناع عن الانضمام إليها، وبالتالي، فإنهم يشيرون أحياناً إلى الدول التي لا قوانين لها للحق في العمل باعتبارها دولاً نقابية قسرية. ويجادل هؤلاء المؤيدون بأنه بإجبار النقابات على الدخول في صفقة جماعية، فإن ما تسميه النقابات الأغلبية حصة عادلة من تكاليف المفاوضة الجماعية هو في الواقع إكراه مالي وانتهاك لحرية الاختيار. ويضطر معارض الصفقة النقابية إلى دعم منظمة لم يصوت لها مالياً، من أجل الحصول على تمثيل احتكاري وليس لديه خيار آخر.
تثبط الكنيسة السبتية الانضمام إلى النقابات، مستشهدة بكتابات إلين وايت، أحد مؤسسي الكنيسة، وما تسميه الكاتبة ديانا جاستيس «فقدان الإرادة الحرة» الذي يحدث عندما ينضم شخص ما إلى نقابة عمالية.

### الظلم
يزعم مؤيدون مثل مركز ماكيناك للسياسة العامة أنه من غير المنصف أن تطالب النقابات الموظفين الجدد والحاليين إما بالانضمام إلى النقابة أو بدفع رسوم عن نفقات المساومة الجماعية كشرط للتوظيف بموجب عقود اتفاقيات ضمان النقابات. يجادل مؤيدون آخرون بأن النقابات قد تكون مطلوبة في قطاعات جديدة ومتنامية من الاقتصاد، على سبيل المثال، القطاعات الطوعية وقطاعات الطرف الثالث، لضمان الفوائد الكافية للمهاجرين الجدد، المساعدين «بدوام جزئي» في أمريكا (على سبيل المثال، قوة العمل الأمريكية المباشرة للدعم).

### المساهمات السياسية
يزعم مؤيدو الحق في العمل، بما في ذلك مركز الوقائع النقابية، أن المساهمات السياسية التي تقدمها النقابات لا تمثل العمال النقابيين. سبق أن تم اعتُرض على جزء وكالة المحال التجارية في هذه القضية مع دعم مؤسسة الحق الوطني في العمل للدفاع القانوني في قضية عمال الاتصالات في أمريكا ضد بيك، ما أدى إلى منع استخدام رسوم الوكالة لمصاريف خارج نطاق المساومة الجماعية إذا أخطر العامل غير النقابي النقابة باعتراضه. ويجب أن يشمل الحق في الطعن في الرسوم الحق في أن يستمع إليه مكتشف محايد للوقائع. لا ينطبق بيك إلا على نقابات القطاع الخاص، إذ ألغيت رسوم الوكالة بالنسبة لنقابات القطاع العام في قضية يانوس ضد اتحاد نقابات القطاع العام في عام 2018.